# شکنج دای
اصطلاح شکنج دای (گاهی شکنج نوری یا آژنگ فرآیندی) به مقیاس‌بندی افزاره‌های فلز-اکسید-نیم‌رسانا (MOS) اشاره دارد. عمل شکنج‌سازی یک دای برای ایجاد یک مدار تا حدودی یکسان با استفاده از یک فرایند ساخت پیشرفته‌تر است که معمولاً شامل پیشرفت گره‌های سخت‌نگاریک است. این امر هزینه‌های کلی یک شرکت تولید تراشه را کاهش می‌دهد، زیرا عدم وجود تغییرات عمده معماری در پردازنده، هزینه‌های تحقیق و توسعه را کاهش می‌دهد، درحالی که به همان سان اجازه می‌دهد پردازنده‌های بیشتری بر روی همان قطعه ویفر سیلیکونی ساخته‌شوند که درنتیجه منجر به هزینه کمتر برای هر محصول فروخته‌شده می‌شود.

## جزئیات
شکنج‌ها دای کلید بهبود قیمت/عملکرد در شرکت‌های نیم‌رسانا مانند سامسونگ، اینتل، تی‌اس‌ام‌سی و اس‌کی هاینیکس و سازندگان بی‌ساخت مانند ای‌ام‌دی (از جمله ای‌تی‌آی سابق)، انویدیا و مدیاتک هستند.
در این مدل کسب‌وکار، هر ریزمعماری جدید (تاک) با یک شکنج دای (تیک) دنبال می‌شود تا عملکرد با همان ریزمعماری بهبود یابد.

## نیم-شکنج
در ساخت CPU، یک شکنج دای همیشه شامل یک پیشروی به گره سخت‌نگاریک است که توسط ITRS تعریف شده‌است (لیست را ببینید). برای تولید GPU و SoC، شکنج دای اغلب شامل شکنج‌سازی دای در گره‌ای است که توسط ITRS تعریف نشده‌است، که گاهی به عنوان «نیم-گره» شناخته می‌شوند. این یک جایگزین موقت یا کاف‌ایست (به انگلیسی: stopgap) بین دو گره سخت‌نگاریک تعریف‌شده توسط ITRS (به این ترتیب «شکنج نیم-گره» نامیده می‌شود) قبل از شکنج دای بیشتر به گره‌های تعریف‌شده ITRS پایین‌تر است که به صرفه‌جویی در هزینه تحقیق‌ و توسعه بیشتر کمک می‌کند.